# Padangan (Ngantru)
Padangan is een bestuurslaag in het regentschap Tulungagung van de provincie Oost-Java, Indonesië. Padangan telt 6118 inwoners (volkstelling 2010).